# Dores do Rio Preto
Dores do Rio Preto é um município brasileiro do estado do Espírito Santo. Sua população, segundo o censo de 2022, é de 6 596 habitantes.